# Alain Claessens
Alain Claessens (* 1947; † 2. September 2004) war ein französischer Schauspieler.
Claessens debütiert in der Hauptrolle des André Géraud in Guy Jorrés Frontières (1975). Er ist auch Zentralheld der Filme Le Voyage en Province (1975) und Le Pain perdu (1976) von Pierre Cardinal.
In der Mini-Serie Richelieu spielt Alain Claessens 1977 an der Seite von Pierre Vernier den Alphonse. Neben Anne Wiazemsky als Jesus in La Passion (1978). Die Rolle des Jesus verkörpert Alain Claessens abermals in der Dostojewski-Verfilmung Le Grand Inquisiteur (1979).
Jacques Doniol-Valcroze gewann ihn für die Rolle des Prosper in der Mini-Serie  Le Tourbillon des jours (1979).
In der Verfilmung von André Bessons Die Wolfshöhle als La grotte aux loups durch Bernard Toublanc-Michel klärt er 1980 an der Seite von Claude Jade einen Doppelmord auf. 1981 spielt er neben Claude Brasseur und Jean-Louis Trintignant im Krimi Eine Angelegenheit unter Männern. Danach Gastrollen in TV-Serien, so als Stani in Daniel Duvals Beitrag Un chien écrasé in der Reihe Série noire.